# Epirhyssa braconoides
Epirhyssa braconoides är en stekelart som beskrevs av Porter 1978. Epirhyssa braconoides ingår i släktet Epirhyssa och familjen brokparasitsteklar. Inga underarter finns listade i Catalogue of Life.